# MONEY (Lisa歌曲)
是韓國女子組合BLACKPINK的成员Lisa的歌曲，收錄於個人首張單曲專輯《LALISA》中。它於2021年11月9日透過新視鏡唱片作為專輯的第2支單曲派台至作至美國當代熱門電台。由Bekuh BOOM和Vince作詞，2人與24和R. Tee一起作曲，24擔任製作人。
歌曲成功登上多國音樂排行榜，它在Billboard Global 200排名第10、Billboard Global Excl. US排名第7，並以第90名進入美國Billboard Hot 100。拿下馬來西亞唱片業協會冠軍，位居捷克共和國、希臘、匈牙利、印度、新加坡和斯洛伐克榜單前十，全球累積串流點聽超過10億次，獲頒巴西、法國、波蘭、葡萄牙和西班牙唱片認證。

## 製作與發行
是首關於金錢的嘻哈頌歌，旋律由中毒性的銅管樂器和強烈的鋼琴聲構成，整體結構簡約幹練，流暢的說唱和獨特魅力是其特點。歌曲時長2分48秒，以
拍的升c小調創作，每分鐘140拍，歌詞由Bekuh Boom和Vince寫作，他們與24和R. Tee一起創作音樂。《印度滾石》的記者瓦斯米塔·摩忠德（Oysmita Majumder）稱其為歡快、個性十足的嘻哈歌曲。《告示牌》的諾蘭·菲尼（Nolan Feeney）認為歌曲近似「當代美國說唱」，背景中不斷迴繞的慵懶喇叭聲讓人忍不住跳舞。
YG娛樂於2021年8月25日宣布將以同名單曲專輯出道，作為專輯B面於9月10日一同發行。隨著歌曲漸漸在社群網站熱門起來，新視鏡唱片於11月9日將其派台至美國當代熱門電台。

## 專業評價
的編輯安瓦亞·曼（Anwaya Mane）稱讚歌曲是對組合的致敬，它完美地描繪泰然自若的女王形象。的鄭炳根（정병근）也持相同意見，並給予幹練且充滿個性的歌詞好評。《新音乐快递》的瑞安·戴利（Rhian Daly）則稱比主打更令人失望，對比卡蒂·B同樣以錢作主題的歌曲，顯得更加安全也更加無聊，乏善可陳的歌詞也沒能為歌曲加分。
獲得MTV千禧獎「全球年度熱門獎」提名，並獲頒巴西「年度國際音樂獎」。在各家媒體年度評選中，將其收錄至「2021年度最佳54首K-Pop歌曲」。而在《告示牌》的「編輯評選：2021年度最佳25首K-Pop歌曲」，排名20，編輯斯妲·鮑文班克（Starr Bowenbank）稱歌曲不負眾望，充分展現了的說唱技巧和個人魅力。

## 商業成績
歌曲發行即登上60多國iTunes音樂下載排行榜冠軍。沒能登上韓國Gaon單曲榜，僅在Gaon下載榜排名第43名。而隨著網上熱度升溫，歌曲出現在多國音樂排行榜。首次登場於Billboard Global 200第44名和不計算美國成績的第24名。獨家表演影片後，歌曲以串流增長28%（6630萬）、銷量增長6%（4400）排名上升至第10名，也以串流增長28%（6150萬）和銷量減少3%（3000）上升至第7名。這是繼LALISA後，第2首全球前十單曲，她也成為繼防彈少年團和BLACKPINK之後，第三個多次出現在全球榜單前十的韓國歌手。YG娛樂宣布歌曲在Spotify累積串流達到1億次，僅耗費37天，打破了先前組合成員Rosé憑藉〈On the Ground〉創下71天的最短韓流個人紀錄。
北美方面，歌曲首次登場於9月25日的，排名14。接著以第95名進入Canadian Hot 100，最高成績來到37名，成為首支加拿大前四十單曲。也於9月25日登頂美國冠軍和亞軍，並以等價銷售6900張位居Billboard Digital Songs第8名。歌曲最終以90名登上Billboard Hot 100，隔週排名降至93名，它還登上Pop Airplay第35名。
首次登場於英國單曲排行榜第81名，最高成績來到第46位，累積在榜週數8周。歌曲還拿下馬來西亞唱片業協會冠軍，並名列捷克共和國、希臘、匈牙利、印度、新加坡和斯洛伐克榜單前十。銷售認證方面，歌曲獲頒巴西唱片業協會雙白金唱片認證以及法國唱片出版業公會、波蘭音像製造商協會、葡萄牙唱片業協會和西班牙音樂製作協會金唱片認證。2023年，歌曲獲頒認證，是第一首在Spotify播放量突破10億次播放量的K-Pop個人歌曲。

## 表演影片
YG娛樂宣布將於9月23日凌晨12點發布歌曲「獨家表演影片」，然而因為中秋假期延誤了影片後期製作，官方不得不推遲一天。10月11日，YG娛樂發布本作的舞蹈室練習影片。的「獨家表演影片」在YouTube上很受歡迎。影片發布15天內，觀看次數超過1億，38天突破2億，66天來到3億觀看次數。
在影片中，和伴舞們不時在兩個場景交替進行精彩演出。影片一開始，身著卡其色套裝和綠色Celine胸衣在廢棄的道路中間跳舞。一塊寫著「金錢是可怕的主人，但也是優秀的僕人」的廣告牌在背景中閃爍。而另一個倉庫場景裡，Lisa身著條紋格子露臍上衣、紅色短袖短褲和皮靴，站在白色LED屏幕前表演。《印度滾石》的記者瓦斯米塔·摩忠德（Oysmita Majumder）稱讚影片富有力量的演出和精心策畫的舞台設計。這部影片獲得Mnet亞洲音樂大獎「最佳舞蹈表演（個人）」提名，編舞擔當Leejung則獲頒「最佳編舞師」 。

## 排行和銷量認證
| 排行榜（2021年）                          | 峰值 |
| ----------------------------------------- | ---- |
| 阿根廷（Argentina Hot 100）               | 94   |
| 澳大利亚（澳大利亚唱片业协会榜）          | 32   |
| 奧地利（Ö3四十強單曲榜）                  | 12   |
| 加拿大（Canadian Hot 100）                | 37   |
| 捷克（百強數位單曲榜）                    | 7    |
| 歐洲（《告示牌》Euro Digital Song Sales） | 15   |
| 芬蘭（芬蘭官方單曲榜）                    | 20   |
| 法國（法國唱片出版業公會單曲榜）          | 75   |
| 德國（德國官方榜單）                      | 14   |
| 全球（Billboard Global 200）              | 10   |
| 全球（Billboard Global Excl. US）         | 7    |
| 希臘（國際唱片業協會希臘分會國際單曲榜）  | 6    |
| 匈牙利（四十強單曲榜）                    | 7    |
| 匈牙利（四十強串流榜）                    | 8    |
| 印度（印度音乐产业协会）                  | 5    |
| 愛爾蘭（愛爾蘭唱片協會榜）                | 36   |
| 義大利（意大利音乐产业联盟）              | 98   |
| 立陶宛（AGATA）                           | 11   |
| 馬來西亞（馬來西亞唱片業協會）            | 1    |
| 荷蘭（荷蘭百大單曲榜）                    | 89   |
| 新西兰（新西兰官方音乐榜）                | 35   |
| 挪威（VG-lista）                          | 32   |
| 葡萄牙（葡萄牙唱片業協會）                | 23   |
| 羅馬尼亞（百大電台榜）                    | 92   |
| 新加坡（新加坡唱片業協會）                | 2    |
| 斯洛伐克（百強數位單曲榜）                | 9    |
| 韓國（Gaon下載榜）                        | 43   |
| 瑞典（瑞典最熱榜）                        | 77   |
| 瑞士（瑞士熱門音樂榜）                    | 20   |
| 英國（官方榜單公司單曲榜）                | 46   |
| 美國（Billboard Hot 100）                 | 90   |
| 美國（《告示牌》Hot R&B/Hip-Hop Songs）   | 36   |
| 美國（《告示牌》Pop Airplay）             | 35   |
| 越南（Vietnam Hot 100）                   | 28   |

| 排行榜（2021年）                  | 排名 |
| --------------------------------- | ---- |
| 全球（Billboard Global Excl. US） | 167  |
| 匈牙利（四十強串流榜）            | 79   |
| 排行榜（2022年）                  | 排名 |
| 全球（Billboard Global 200）      | 157  |
| 越南（Vietnam Hot 100）           | 78   |

| 國家或地區                   | 認證    | 銷量     |
| ---------------------------- | ------- | -------- |
| 巴西（巴西唱片業協會）       | 2x 白金 | 80,000‡  |
| 法國（法國唱片出版業公會）   | 金      | 100,000‡ |
| 波蘭（波蘭音像製造商協會）   | 金      | 25,000‡  |
| 葡萄牙（葡萄牙唱片業協會）   | 金      | 5,000‡   |
| 西班牙（西班牙音樂製作協會） | 金      | 30,000‡  |
| ‡僅含認證的串流媒體+實際銷量 |         |          |